# Ortskapelle Kleinkadolz

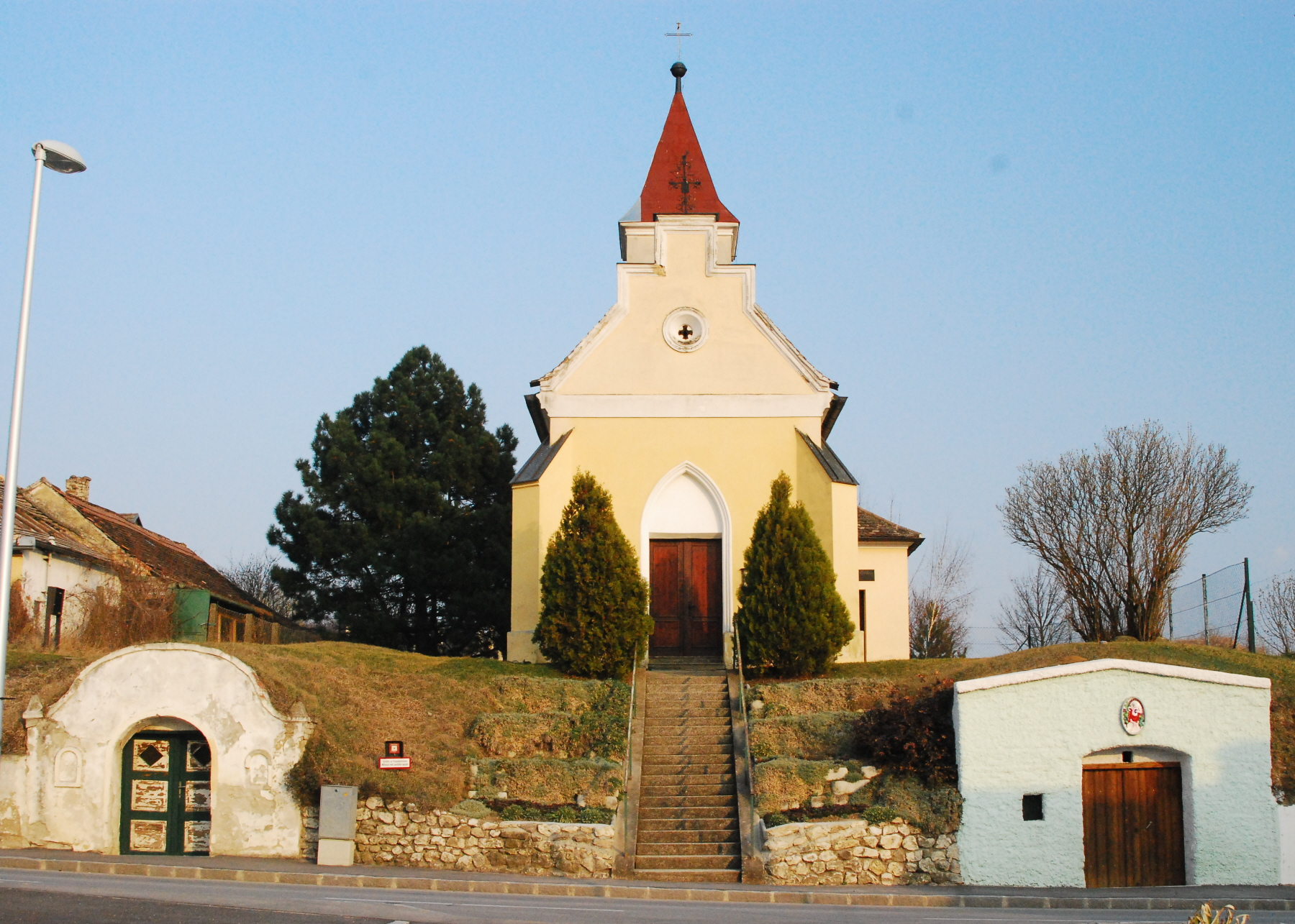
Katholische Ortskapelle hl. Mutter Gottes in Kleinkadolz

Die Ortskapelle Kleinkadolz steht erhöht an der Durchgangsstraße im Ort Kleinkadolz in der Stadtgemeinde Hollabrunn im Bezirk Hollabrunn in Niederösterreich. Die der heiligen Mutter Gottes geweihte römisch-katholische Ortskapelle gehört zum Dekanat Hollabrunn in der Erzdiözese Wien. Die Kapelle steht unter Denkmalschutz (Listeneintrag). 

## Architektur
Der neugotische Kapellenbau hat gemauerte Strebepfeiler und eine abgetreppte Giebelfront mit einem Spitzbogenportal. Der vorgezogene Ostturm trägt eine Pyramidenhelm. Im Süden steht der Sakristeianbau.